# Dwight Howard
Dwight David Howard, född 8 december 1985 i Atlanta i Georgia, är en amerikansk basketspelare, som senast spelade för Los Angeles Lakers i NBA. Han har vunnit priset NBA Defensive Player of the Year tre gånger totalt, samtliga i rad, 2009, 2010 och 2011.

## Olympisk karriär
Han tog för USA guld i OS 2008 i Peking. Detta var USA:s trettonde basketguld i olympiska sommarspelen.